# Тіто Лівіо Бураттіні
Тіто Лівіо Бураттіні (італ. Tito Livio Burattini; 8 березня 1617, Агордо, Беллуно — 17 листопада 1681, Вільно) — польський науковець італійського походження, мандрівник, єгиптолог-аматор, математик, механік, дипломат, архітектор і інженер.

## Персони доби бароко
Кризовий стан в економіці і ідеології в католицькій Італії посилив вплив Папської держави на стан справ як в Європі, так і в світі, аби утримати власні позиції. Водночас зростав авторитет і економічна міць протестантизму і країн, що відсахнулися від католицизму — Голландії, Великої Британії, Швеції. На європейському континенті сформувалась рівновага сил між католицьким та протестантським таборами. І вже до протестантської Голландії почався потік митців на навчання і запозичення досвіду, як нещодавно до Італії. Ще не зникла універсальність знахідок італійської культури, що підживлює культури як католицьких, так і протестантських країн, а згодом (де мирно, де агресивно-наступально) увіллється ще й в культури країн православних Білорусі, України і Московії. Протиріччя, запекла політична і релігійна боротьба в 17 ст. ускладнила ситуацію в Європі і обумовила появу складних характерів, представників доби бароко. Кризовий стан справ в Італії породив масову еміграцію з Аппенін. Велетенську обдарованість і універсальність (народжену ще італійським Відродженням) італійські емігранти понесуть у широкий світ і дістануться Америки, Китаю, відносно недалеких Галичини і Польщі. Серед емігрантів-універсалів (і посланців італійської культури) опинився і Тіто Лівіо Бураттіні.

## Життєпис
Відомостей про ранні роки життя Бураттіні збережено мало. Народився в містечку Агордо, яке в ті часи належало до Венеціанської республіки, в заможній дворянській родині. Обрав не церковну, а світську кар'єру. Допитливість обумовила опанування декількох ремесел і професій, навчався в Падуї і в Венеції. Серед друзів Бураттіні — італійський художник і гравер Стефано делла Белла (1610—1664 рр.), що працював і для науковця Галілео Галілея.

## Праця в Арабському Єгипті

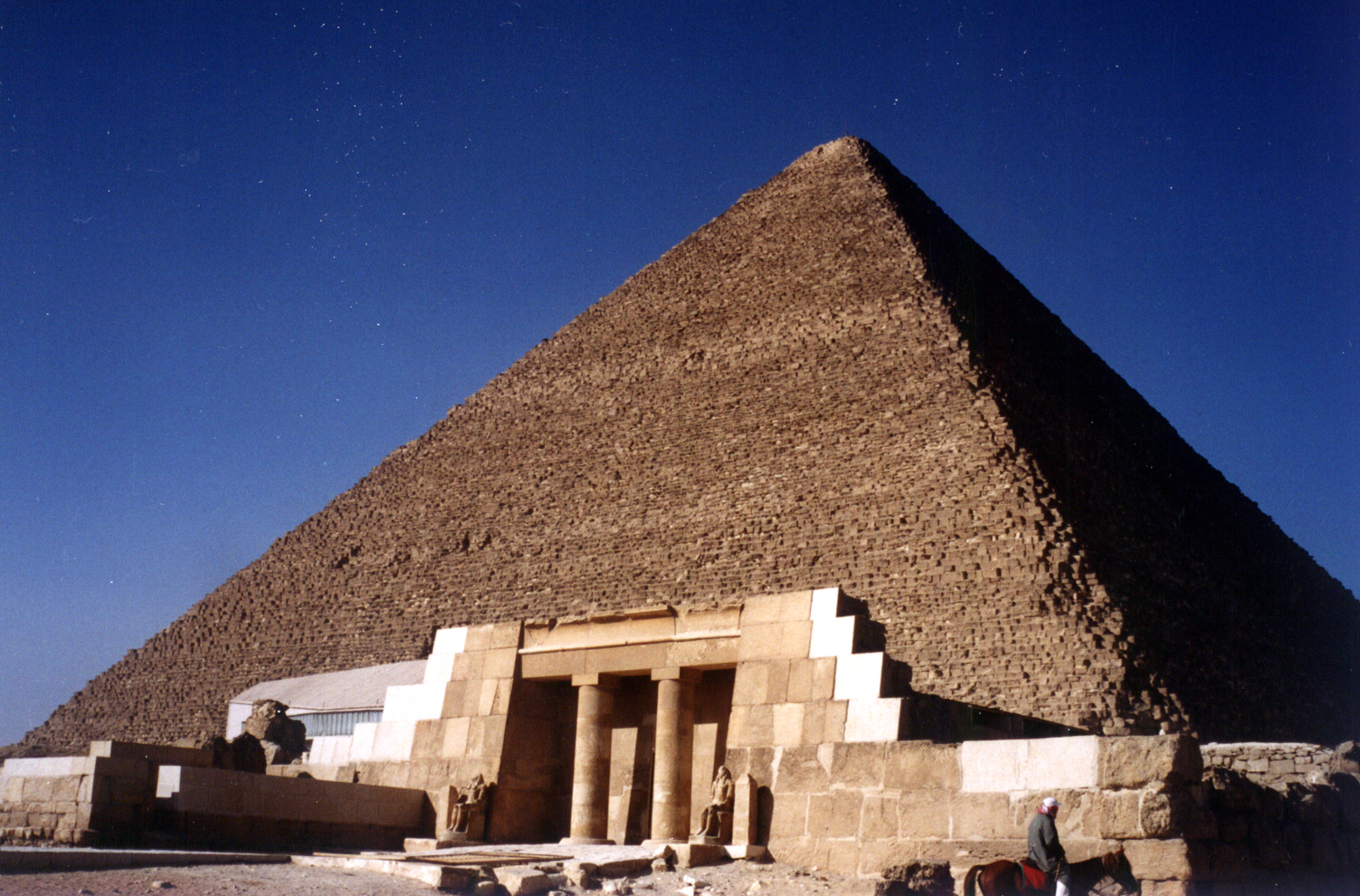
Піраміда Хеопса, фото 2000 року.

20-річним парубком (в 1637 році) відбув в Арабський на той час Єгипет. Працював разом з англійським математиком Джоном Грівзом (1602—1652), професором математики в Грешем-коледжі Лондону, випускником Оксфордського університету.
Разом з Джоном Грівзом працював в містах Александрія, Мемфіс та Геліополіс як картограф та художник-малювальник. Брав участь в хижацьких розкопках в містах Гіза та Мемфіс. Перебування в Єгипті, вимірювання розмірів піраміди Хеопса надали дослідникам підстави пізніше вважати Тіто Лівіо Буратіні єгиптологом-початківцем, хоча його науковий внесок був незначним. Перебування в Арабському Єгипті затяглося до 1641 року і сприяло відриву Бураттіні від батьківщини. Він повернувся в Європу, але почав працювати в одному з німецьких князівств.

## Праця в Речі Посполитій

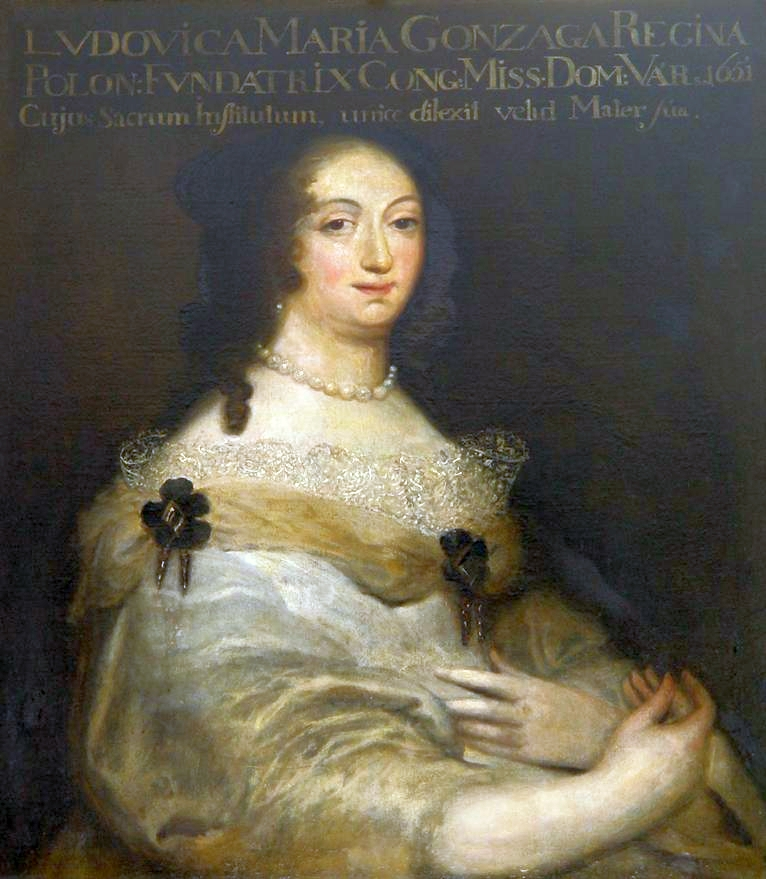
Марія-Луїза Гонзага, королева польська, 1651 рік.

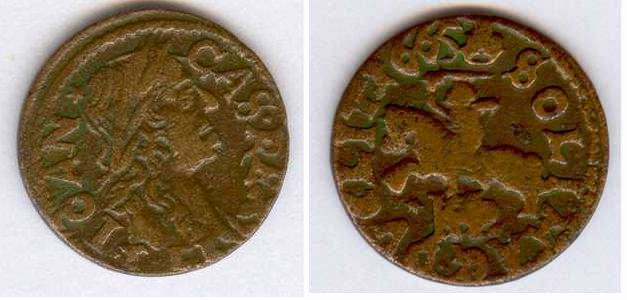
Віленська боратинка 1665 року

Під час праці в Німеччині про мандрівника і митця дізнався польський король Владислав IV Ваза. Він і запросив мандрівника і інженера на службу. Бураттіні перебрався в Річ Посполиту, що мала всі ознаки імперії і надала всі можливості розкрити універсальність обдарування італійця.
З 1646 року — при королівському дворі в Варшаві. Його покровителька — королева Марія-Луїза Гонзага, дипломатичні доручення якої він виконував.
У 1647 році створив модель літально-планерного пристрою з чотирма фіксованими крилами. Пристрій мав форму дракона і підняв у повітря живого кота. Аби закріпити власний успіх, хвалько Бураттіні стверджував, що пристрій може підняти в повітря і людину. Але самого Бураттіні підняти над землею не вдалося. Однак власним експериментом він продовжив справу Леонардо да Вінчі і механіка і інженера Томмазо Мазіні, що теж будували літальний пристрій «чечеро» ще наприкінці 15 століття.
У Польщу перебрався і брат Тіто Бураттіні — Філіппо. Тіто Бураттіні згодом цілком натуралізувався в новій державі і узяв шлюб з польською панянкою зі шляхетної родини — донькою дерптського воєводи Зигмунта Опацького Терезою Броніславою.
Бураттіні працював на трьох монетних дворах держави в Уязді, Бересті та Вільні, де карбували мідні гроші. Нумізматика завдячує саме Бураттіні появі мідних монет солідів (шелягів), які в народі прозвали боратинками. Це була спроба врятувати фінансову систему Речі Посполітої, яка в той період переживала глибоку фінансову кризу. Бураттіні запропонував королю  Яну ІІ Казимиру відійти від срібного стандарту розмінної монети і карбувати мідні гроші з курсом, значно меншим за вартість їхнього металу. При цьому курс мав дорівнювати курсу обігу карбованих раніше білонових монет (зроблених зі сплаву, до складу якого входило не менше, як 40 % срібла), себто визначався державою і становив третину срібного гроша.  Нові монети слід було виробляти масово, щоб вони як платіжний засіб могли покрити всі потреби  держави. Питання було передане на розгляд Сейму і 22 березня 1659 року той ухвалив рішення «Про карбування монети». Від карбування кожних трьохсот солідів Бураттіні отримував на свою оплату і оплату праці працівників монетних дворів 84 монети. Утім на великі обсяги нових грошей, що було введено в обіг, ринок відреагував значною інфляцією.
Як надвірний архітектор і будівничий польського короля з 1650 року брав участь в ремонті і новітньому декоруванні уславленого Уяздовського замку в польській столиці, будував Королівський замок в Краківському передмісті Варшави.
Розробив гідравлічне обладнання, яке можна було використовувати в меліораційних роботах. За його проектом були збудовані машини-вітряки, встановлені в парку Уяздівського палацу та в маєтках інших можновладців.
Відомо, що створив власний варіант пристрою для рахування «Циклографо», який подарував Великому герцогу Тосканському. Чи то оригінал, чи то пізня копія калькулятора Бураттіні представлена в колекціях Музею історії науки (або Музей Галілея) в місті Флоренція.
Брався за інженерні завдання: створив легкий міст через річку для переходу війська Стефана Чарнецького, що виступив проти війська Швеції. Тіто Бураттіні приписують винахід пристрою-млина для механічних поливів у саду і навіть якогось пристрою для лікувального впливу на хворих людей.
Під час польсько-турецької війни 1672—1673 рр. король Михал-Корибут Вишневецький призначив його комендантом Варшави.
Матеріальний стан авантюрного Тіто Бураттіні погіршився в другій половині його життя. Але це не стало на перешкоді його науковим дослідженням. Свого часу він створив астрономічну обсерваторію в Уяздівському замку. Він причетний до вимірювання довжини меридіана і один з перших запропонував назву для одиниці вимірювання довжини — метр. Метричними дослідженнями займався ще математик Джон Грівз, поруч з яким в молоді роки працював митець. 1675 року в місті Вільно Тіто Бураттіні надрукував книгу «Misura universale» (трактат), де пропонував новий вимірювальний еталон «універсальний метр». Він буде удосконалений і прийнятий в роки французької революції 1789—1793 років.
За неточними даними помер в місті Вільно (за іншими відомостями у Варшаві чи у Кракові) 17 листопада 1681 року, старий і збіднілий.

## Сторінки трактату «Misura universale»

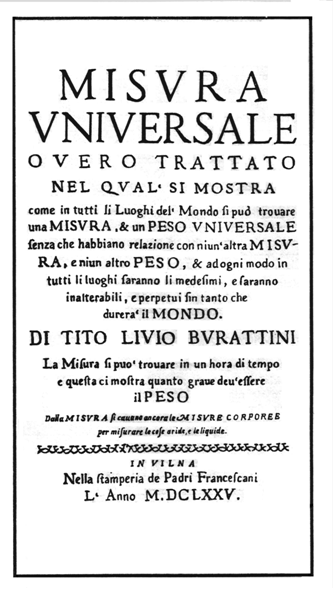
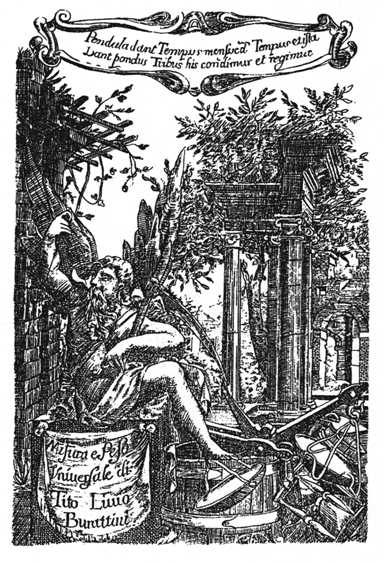
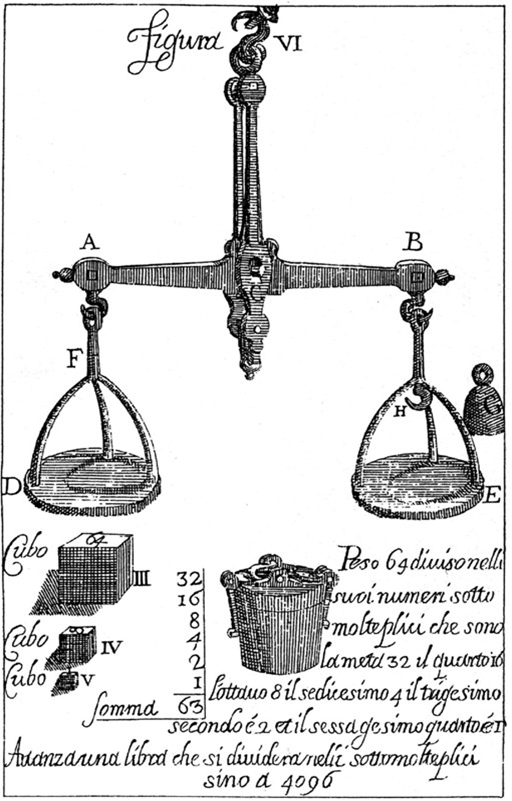